# Cachoeira Paulista
Cachoeira Paulista é um município da Região Metropolitana do Vale do Paraíba, no interior do estado de São Paulo, na microrregião de Guaratinguetá. Localiza-se a uma latitude 22º39'54" sul e a uma longitude 45º00'34" oeste, estando a uma altitude de 521 metros, enquanto sua população estimada em 2019 era de 33 327 habitantes. Possui uma área de 287,990 km², contabilizando uma densidade demográfica de 104,49 hab/km².

## Toponímia
A origem do nome Cachoeira Paulista deve-se ao fato de o Rio Paraíba ter algumas corredeiras após o pontilhão de Ferro da MRS Logística (antiga Estrada de Ferro Central do Brasil). Antes de se chamar Cachoeira Paulista (1948), a cidade teve 11 nomes diferentes: Porto da Caxoeira, Arraial do Porto da Cachoeira, Porto da Cachoeira, Arraial porto da Cachoeira de Santo Antônio, Freguesia de Santo Antonio da Cachoeira, Vila de Santo Antonio da Bocaina (1880), Vila de Santo Antônio da Cachoeira (1883), Vila da Bocaina (1895), Bocaina (1911), Cachoeira (1915), Valparaíba (1944).

## História
A área era habitada pelos indígenas Puris, com uma aldeia entre as margens do rio Paraíba do Sul e a fonte da Mão Fria, local hoje chamado de Jardim da Fonte. Já o primeiro povoamento colonial acontece por volta de 1730, pertencente à Vila de Lorena e denominado Arraial do Porto da Caxoeira, cujo marco inicial do primitivo núcleo foi uma pequena ermida erigida por devotos em homenagem ao Senhor Bom Jesus da Cana Verde, no ano de 1780. Manoel da Silva Caldas e sua esposa, Ângela Maria de Jesus, em 18 de Outubro de 1784 doaram "duzentas braças de testada e meia légua em direção aos sertões situados na margem esquerda do Rio Paraíba do Sul, até as divisas com o Embaú", para o patrimônio da nova Capela do Bom Jesus da Cana Verde, erigida em suas terras por Sebastiana de Tal, constituindo de fato o arraial e permitindo assim a expansão do vilarejo ali instalado.
As primeiras edificações instaladas consistiam em choupanas de sertanejos, na sua maioria pescadores, que tiravam seu sustento do Rio Paraíba. A primeira rua de Cachoeira, foi a Rua "Bom Jesus", que na época partia da capela e avançava até a rota por onde passavam os tropeiros que se dirigiam a Minas Gerais. No ano de 1822, nos dias que antecederam a Proclamação da Independência, o Príncipe Regente, Dom Pedro I, passou pela então Freguesia de Santo Antônio da Cachoeira, fazendo parada em 18 de agosto daquele ano.
No dia 29 de março de 1876, através de lei, o povoado foi elevado a categoria de freguesia, criando-se o Distrito de Paz de Santo Antonio de Cachoeira. Quatro anos depois, em 9 de março de 1880, criou-se o município, com o nome de Vila de Santo Antonio da Bocaina.
Já no dia 15 de maio de 1883 foi criada a Câmara Municipal, órgão responsável pela administração do município. Em 15 de maio de 1895, nova mudança de nome: Vila da Bocaína. Através da Lei municipal número 1.470 de 1915, a cidade passou a se chamar Cachoeira. No dia 30 de novembro de 1944, decreto-lei número 14.334 oficializou o resultado de um plebiscito municipal, em que considerou que o município se chamasse Valparaíba. Mas a denominação não durou muito tempo. Em 24 de dezembro de 1948 foi adotado o nome atual: Cachoeira Paulista. 
Um dos momentos históricos mais significativos da cidade ocorreu em 1932, durante a Revolução Constitucionalista. Durante esse período, o município transformou-se em uma praça de guerra, tornando-se o Quartel General do Movimento Constitucionalista.
Também integra o município atualmente o bairro do Embaú, que foi sede do antigo município de Conceição do Cruzeiro, atual Cruzeiro.

### Estação de Cachoeira Paulista
A cidade de Cachoeira Paulista, no interior do Estado de São Paulo, abriga aquela que foi considerada uma das mais magníficas construções ferroviárias da história deste país.
Inaugurada em 1877, a Estação Ferroviária de Cachoeira Paulista marcava o ponto de encontro entre dois importantes ramais ferroviários do Brasil: a Estrada de Ferro do Norte (também conhecida como Estrada de Ferro São Paulo – Rio) e a Estrada de Ferro Dom Pedro II, que vinha desde a cidade do Rio de Janeiro. Embora, atualmente encontre-se completamente abandonada, a Estação de Cachoeira Paulista ainda exibe traços da bela arquitetura empreendida na época de sua construção.

## Geografia
Tem como cidades limítrofes: Cruzeiro a norte, Silveiras a leste, Lorena a sul e oeste e Canas a sudoeste.

### Topografia
O município de Cachoeira Paulista está localizada no fundo do Vale do Paraíba, aos pés da Serra da Mantiqueira. A partir da área central da cidade é possível visualizar diversos cumes dessa formação, dentre os quais destacam-se o Pico dos Marins (com altitude de 2.420 metros) e a Pedra da Mina (altitude de 2.798).

### Hidrografia
- Rio Paraíba do Sul
- Rio Bocaina

### Clima
A proximidade com a serra faz com que o clima do município seja bastante instável, com temperaturas podendo cair rapidamente em algumas noites durante o outono e inverno em função das brisas de montanha que ali atuam, carregando o ar gelado dos topos mais elevados até a porção mais baixa do vale.

### Rodovias
- BR-116
- SP-62
- SP-58
- SP-183

### Ferrovias
- Ramal de São Paulo da Estrada de Ferro Central do Brasil.[13]

## Demografia
Dados do Censo - 2010
População Total: 32536
- Urbana: 21.671
- Rural: 5.534
- Homens: 13.502
- Mulheres: 13.703

Densidade demográfica (hab./km²): 94,53
Mortalidade infantil até 1 ano (por mil): 14,38
Expectativa de vida (anos): 72,03
Taxa de fecundidade (filhos por mulher): 1,97
Taxa de Alfabetização: 93,46%
Índice de Desenvolvimento Humano (IDH-M): 0,794
- IDH-M Renda: 0,711
- IDH-M Longevidade: 0,784
- IDH-M Educação: 0,886

(Fonte: IPEADATA)

## Política e administração
- Prefeito: Breno Anaya
- Vice-prefeito: Dr. Joaquim
- Presidente da câmara:

### Subdivisões
Bairros
- Alto da Igreja
- Chácara do Moinho
- CDHU
- Centro
- Embaú
- Embauzinho
- Jardim dos Ipês
- Jardim Europa I
- Jardim Europa II
- Margem Esquerda
- Mão Fria
- Palmeiras
- Parque Primavera
- Piteu
- Quilombo
- São João
- Vila Cacarro
- Vila Carmen
- Santa Terezinha
- Sapé (Jataí)

## Infraestrutura

### Comunicações
O sistema de telefones automáticos foi inaugurado na cidade em 1977 pela Telecomunicações de São Paulo (TELESP), que também implantou o sistema de discagem direta à distância (DDD) em 1977 com o código de área (0125). Anteriormente a cidade era atendida pela Companhia de Telecomunicações do Estado de São Paulo (COTESP).
Na década de 90 o código DDD da cidade foi alterado para (012), para padronização do sistema telefônico com a telefonia celular que estava sendo implantada em todo o estado.

### Ciência e tecnologia
Na cidade de Cachoeira Paulista está localizada uma das sedes do Instituto Nacional de Pesquisas Espaciais, dentro do qual está situado o Centro de Previsão de Tempo e Estudos Climáticos (CPTEC - INPE). Neste local está instalado o supercomputador mais potente de todo o hemisfério sul do planeta.

## Cultura e lazer

### Esportes
A prática esportiva em Cachoeira Paulista foi representada, de forma competitiva, com o Cachoeira Futebol Clube. Nas décadas de 1950 e 1960 disputou competições profissionais promovidas pela Federação Paulista de Futebol.

## Religião
De acordo com o censo demográfico feito em 2010 pelo IBGE, a cidade conta com uma população que se identifica majoritariamente enquanto Católica Romana (76,66%), Evangélica (17,05%) e Espírita (2,40%).
O Cristianismo se faz presente na cidade da seguinte forma:

### Igreja Católica
A Igreja Católica Apostólica Romana está presente na cidade pela administração da Diocese de Lorena, e conta com quatro paróquias: Santo Antonio de Pádua, São Sebastião, Nossa Senhora de Aparecida e Nossa Senhora da Conceição - Embaú, e o Santuário de Santa Cabeça.

### Canção Nova
Cachoeira Paulista também se destaca por ser sede da Canção Nova, uma comunidade fundada pelo Monsenhor Jonas Abib e companheiros em 1978, como parte da Renovação Carismática Católica. Com grande estrutura para receber visitantes, conta com o centro de eventos "Rincão do Meu Senhor" com capacidade para 80 mil pessoas, além do Santuário Pai das Misericórdias que comporta 10 mil pessoas. Sob responsabilidade da comunidade também estão dois grande sistemas de comunicação, tanto a Rádio Canção Nova como a TV Canção Nova. Dentre os diversos eventos religiosos que a comunidade promove, destaca-se o "Hosana, Brasil" em meados do mês de dezembro. Justamente para comportar o grande fluxo de visitantes, a cidade tem uma rede hoteleira e de lojas voltadas ao turismo religioso que movimenta a economia local.

### Igrejas Evangélicas
Entre os evangélicos missionários, a maioria residente na cidade é filiado a Igreja Presbiteriana, a Igreja Batista e a Igreja Adventista. Entre os evangélicos pentecostais, a maioria se divide entre a Assembleia de Deus, a Congregação Cristã no Brasil e a  Igreja Quadrangular.

### Outras religiões
A União Espírita Cachoeirense é uma tradicional organização religiosa do espiritismo que atua na cidade desde 1918.